# Umm Wadi
Umm Wadi (arab. أم وادي) – wieś w Syrii, w muhafazie Aleppo. W 2004 roku liczyła 84 mieszkańców.